# Snowkiting

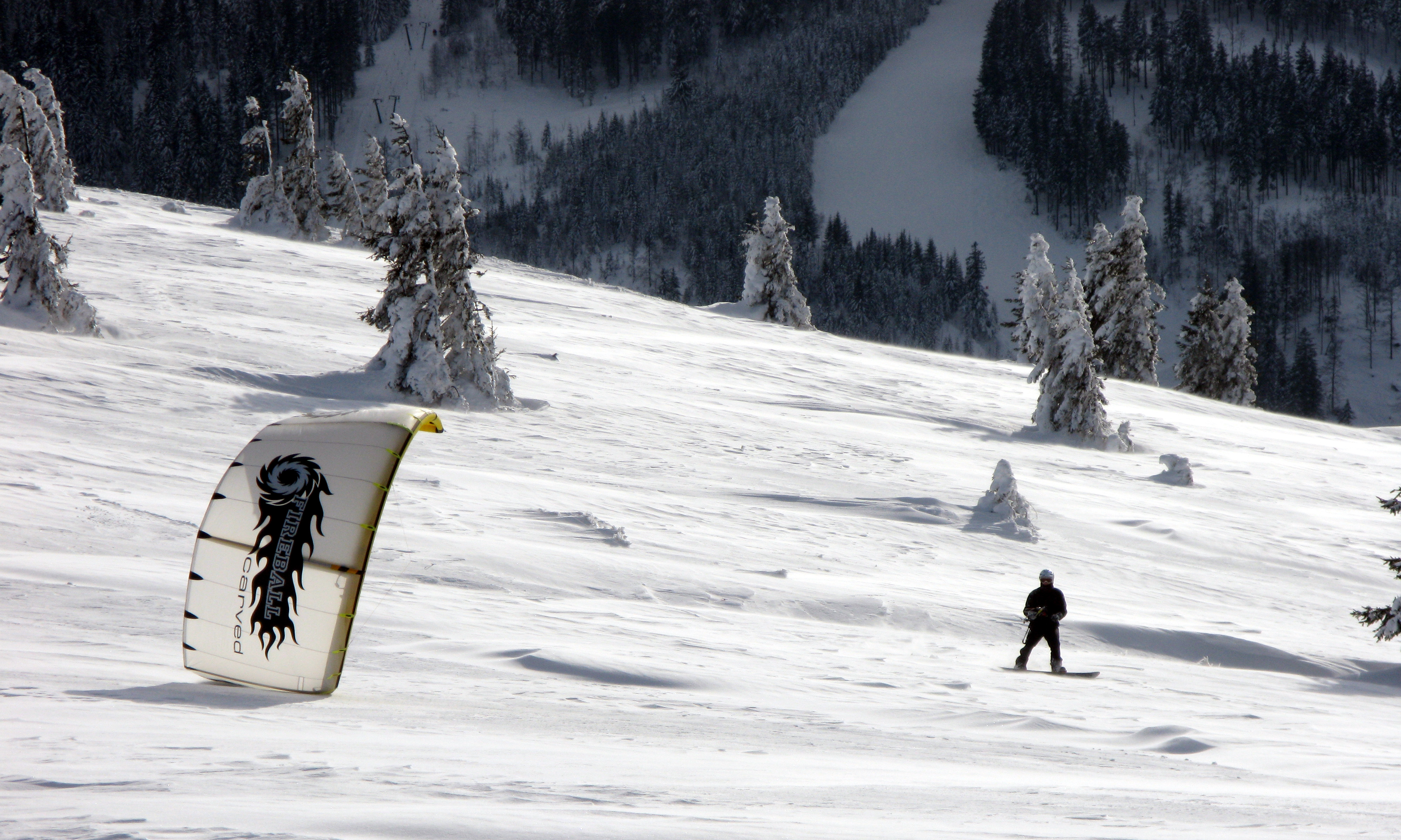
Snowkiter

Snowkiting ist eine Sportart und eine Variante des Kitesailing, die man im Winter auf verschneiten, freien Flächen betreiben kann. Man benötigt dafür einen geeigneten Zugdrachen und Ski oder ein Snowboard. Bei genügend Wind lässt man den Drachen steigen und sich von ihm über den Schnee ziehen. Wie bei allen Kitesailing-Sportarten ist darauf zu achten, dass die Leinen unter genügend Spannung stehen, da der Drachen sonst in sich zusammensackt und herunterfällt, z. B. verursacht durch direktes Fahren hinter dem Drachen 'in den Drachen hinein fahren'. Der Geschwindigkeitsrekord liegt zurzeit bei 111,2 km/h. Das „Snowkite-Mekka“ im schweizerischen Engadin ist der Silvaplanersee, im Italienischen Vinschgau der Reschensee. Dort werden regelmäßig Rennen ausgetragen.
Schon als Kind übte sich Dieter Strasilla, inspiriert durch Otto Lilienthal, bei Berchtesgaden im Segelfliegen. In den 1960er Jahren fing Dieter Strasilla in Deutschland und der Schweiz (1961 in den USA) mit Fallschirm-Skifahren an und perfektionierte in den 1970er Jahren ein Kiteskiing-System, indem er einen Gleitschirm entwickelte und die Leinen zu einer Stange am Piloten führte, die mit einem Kardangelenk verbunden war. Dieses erlaubte dem Piloten den Körper in jede beliebige Richtung zu drehen und mit dem Kitesegel zu kreuzen, windwärts oder bergauf zu fahren, um anschließend nach Belieben in den Freiflug überzugehen. Anfang der 1980er Jahre verwendeten Dieter Strasilla und Andrea Kuhn dieses System auch in Kombination mit Grasski, umgebauten Kettcars, Surfbrettern und Skurfs (ähnlich dem Wakeboard) und gehören somit zu frühen Kitesurfern.
In den 1980er Jahren fingen auch einige alpine Skifahrer in einer zugefrorenen Bucht in Erie, PA, an, mit einem mit Steuerleinen versehenen rechteckigen Fallschirm mit dem Wind Ski zu fahren. Es folgten Kiteskifahrer auf vielen zugefrorenen Seen und Feldern im mittleren Westen der USA und der Ostküste. Lee Sedgwick und eine Gruppe von Kiteskifahrern in Erie, PA, waren frühe Eis/Schnee-Kiteskifahrer hier.
1982 fing Wolf Beringer (1945–2019) mit seinem „Kurzleinen Parawing-System“ das Skifahren und Skisegeln an. Dieses System wurde bei mehreren Polarexpeditionen verwendet, um mit Schlitten skizusegeln, wobei manchmal sehr große Entfernungen zurückgelegt wurden. Ted Dougherty begann, Segel zum Skisegeln herzustellen, und Steve Shapson baute Segel, bei dem zwei Griffe benutzt wurden, um den Kite einfach steuern zu können.
Mitte der 1980er Jahre nahm Shapson beim Eissegeln einen alten zweileinigen Kite und versuchte auf dem zugefrorenen See in Wisconsin mit dem Wind zu segeln. Shapson stellte den „Kiteskiing“-Sport in Polen, Deutschland, Finnland und der Schweiz vor. Er verwendete auch Grasski um auf Graswiesen Kiteski zu segeln. Einige der frühen europäischen Kiteski-Segler waren Keith Stewart und Theo Schmidt, die auch als eine der ersten mit Kites Wasserski fuhren. Der Amerikaner Corey Roessler hat zusammen mit seinem Vater William ein Kiteski-System zum Wasserskifahren entwickelt und fing an bei Windsurfrennen zu gewinnen, bei denen starke Rückenwinde herrschten.
Die folgenden Begriffe beschreiben den Sport des „Zugdrachens“ oder einige beziehen sich auf „Power Kiting“: Kite buggying, Kite Skiing, Kitesurfing, Kiteboarding, Skisailing, Skisegeln.